# Szopka z Lienz
Szopka z Lienz („Lienzer Krippe”) – wykonana została około 1800 roku przez rzeźbiarza Franza Hitzla (1738–1818), który wraz z synem prowadził małą pracownię w Tyrolu Wschodnim. Wykonana przez nich inscenizacja historii biblijnych liczyła co najmniej 500 elementów (figurki, modele budynków, tła), za pomocą których przedstawiano sceny: narodzenia Chrystusa, przybycie Trzech Króli, dwunastoletniego Chrystusa w świątyni, obrzezanie, ucieczkę do Egiptu, wesele w Kanie oraz wypędzenie  Żydów ze świątyni. Na jednej ze starych fotografii przedstawiającej szopkę zapisano, iż ma ona 6 metrów długości, 4 metry szerokości i tworzy ją około 700–800 figurek, z których każda ma 10–15 cm wysokości. Wszystkie części zostały wykonane z drzewa sosny limby oraz drzewa lipowego, a następnie pomalowane farbą klejową.
Anton Gentil nabył szopkę około 1930 roku. Do dziś zachowało się około 500 figurek z pierwotnego kompletu, który z pewnością był bardziej liczny. Elementy składowe szopki ucierpiały znacznie podczas drugiej wojny światowej. Ze względu na ogromne rozmiary szopki, Anton Gentil nigdy nie zdołał jej rozłożyć w całości, gdyż same paczki, w których ją zapakowano w dniu zakupu (1930 rok) wypełniły jedno z pomieszczeń Gentil-Haus Gentil-Hausu oraz część garażu. Wiele z owych kartonów nie było otwieranych od ponad 80 lat.